# MAN F2000
MAN F2000 – seria ciężkich samochodów ciężarowych produkowana przez niemiecką firmę MAN Nutzfahrzeuge AG.
Została wprowadzona na rynek w 1994 roku. Otrzymała tytuł Samochodu Ciężarowego Roku 1995 ("Truck of the year 1995"). Modernizacja pojazdu w postaci drobnych zmian stylistycznych (powiększona atrapa chłodnicy) i unowocześnionej gamie silników nastąpiła w 1998 r. Nowy model przyjął nazwę F2000 Evolution. Pomimo zaprezentowania w 2000 r nowej generacji ciężarówek TGA ("Trucknology Generation A") F2000 Evo było nadal produkowane w Monachium do grudnia 2002 r. Przejęło gamę silnikową swojego następcy i zmieniło się nazewnictwo (wyłącznie w Europie) na MAN FE-A.  Decyzją koncernu, przeniesiono produkcję ciężarówek do MAN Sonderfahrzeuge AG (dawnych zakładów ÖAF) w Wiedniu, natomiast produkcję kabin - do zakładów Steyr w Graz. Pojazdy trafiały na eksport poza Europę oraz stanowiły podstawę wytwarzanej w austriackim zakładzie specjalistycznej rodziny MAN E2000 do 2003 r. 
Definitywny koniec rodziny F2000 nastąpił w 2005 r, gdy do gamy południowoafrykańskiego zakładu MAN dołączył (w 2004 r) MAN TGA.  Licencję na technologię zakupiło chińskie Shaanxi Automobile Group oferujące swe produkty pod marką Shacman.